# 투쿠시
투쿠시 또는 꼬마돌고래(Sotalia fluviatilis)는 아마존강과 남아메리카 해안에서 발견되는 돌고래이다. 투쿠시라는 이름은 투피어에서 유래한 것이다. 보토와 서식지를 공유하기도 하지만, 그들과 유전적으로 연관을 지을 수는 없다. 

## 같이 보기
- 고래류의 종 목록